# حسان بن ثابت
أَبُو اَلْوَلِيدْ حَسَّانْ بْنْ ثَابِتْ بْنْ اَلْمُنْذِرْ اَلْخَزْرَجِيّ اَلْأَنْصَارِي، شاعر عربي وصحابي من الأنصار، ينتمي إلى قبيلة الخزرج من أهل المدينة، كما كان شاعرًا معتبرًا يفد على ملوك آل غسان في الشام قبل إسلامه، ثم أسلم وصار شاعر الرسول ﷺ بعد الهجرة. توفي أثناء خلافة علي بن أبي طالب بين عامي 35 و40 هـ.

## حياته ونسبه
هو: أبو الوليد حسان بن ثابت بن المنذر الخزرجي الأنصاري، من قبيلة الخزرج، التي هاجرت من اليمن إلى الحجاز، وأقامت في المدينة مع الأوس. ولد في المدينة قبل مولد الرسول ﷺ بنحو ثماني سنين، فعاش في الجاهلية ستين سنة، وفي الإسلام ستين سنة أخرى، وشب في بيت وجاهة وشرف، منصرفًا إلى اللهو والغزل. وهو من بني النجار أخوال عبد المطلب بن هاشم جد النبي محمد من قبيلة الخزرج، ويروى أن أباه ثابت بن المنذر الخزرجي كان من سادة قومه، ومن أشرفهم، وأما أمه فهي الفزيعة بنت خنيس بن لوزان بن عبدون وهي أيضا خزرجية. ولد سنة: 60 قبل الهجرة النبوية على الأرجح، صحابي وكان ينشد الشعر قبل الإسلام، وكان ممن يفدون على ملوك الغساسنة في الشام، وبعد إسلامه اعتبر شاعر النبي محمد بن عبد الله.
وأهدى لهُ النبي جارية قبطية قد اهداها لهٌ المقوقس ملك القبط واسمها سيرين بنت شمعون فتزوجها حسان وأنجبت منهُ ولدهُ عبد الرحمن بن حسان بن ثابت، وحسن إسلامها وهي أخت جارية الرسول مارية القبطية.
ومن زوجاته الشعثاء التي كان يشبب بها في غزل قصائده وحكى السهيلي بأنها ابنة كَاهِنٍ الأسلمية وولدت له بنتًا يقال لها فراس وقيل هي بنت سلاّم بن مشْكم أحد رؤساء اليهود بالمدينة الذي قال أبو سفيان بن حرب وقد نزل عليه في قدمة قدمها:
وقال الرّشاطيّ في أنساب الخزرج: أم فراس بنت حسان بن ثابت أمها شعثاء بنت هلال بن عُويمر بن حارثة بن مالك بن ثعلبة، من خُزاعة وكذا قال بن الأعرابي في نوادره إن شعثاء خزاعية.
ولقد سجلت كتب الأدب والتاريخ الكثير من الأشعار التي ألقاها في هجاء الكفار ومعارضتهم، وكذلك في مدح المسلمين ورثاء شهدائهم وأمواتهم. وأصيب بالعمى قبل وفاته، ولم يشهد مع النبي مشهدًا لعلة أصابته ويعد في طبقة المخضرمين من الشعراء لأنه أدرك الجاهلية والإسلام.

## حسان بن ثابت قبل الإسلام
كانت المدينة في الجاهلية ميدانًا للنـزاع بين الأوس والخزرج، تكثُر فيها الخصومات والحروب، وكان قيس بن الخطيم شاعر الأوس، وحسان بن ثابت شاعر الخزرج، الذي كان لسان قومه في تلك الحروب التي نشبت بينهم وبين الأوس في الجاهلية، فصارت له في الجزيرة العربية شهرةٌ واسعة.
وقد اتصل حسان بن ثابت بالغساسنة، يمدحهم بشعره، ويتقاسم هو والنابغة الذبياني وعلقمة الفحل أعطيات بني غسان، وقد طابت له الحياة في ظل تلك النعمة الوارفة الظلال، ثم اتصل ببلاط الحيرة وعليها النعمان بن المنذر، فحلَّ محلَّ النابغة، حين كان هذا الأخير في خلاف مع النعمان، إلى أن عاد النابغة إلى ظل أبي قابوس النعمان، فتركه حسان مكرهًا، وقد أفاد من احتكاكه بالملوك معرفةً بشعر المديح وأساليبه، ومعرفة بشعر الهجاء ومذاهبه، ولقد كان أداؤه الفني في شعره يتميز بالتضخيم والتعظيم، واشتمل على ألفاظ جزلة قوية، وهكذا كان في تمام الأهبة للانتقال إلى ظل محمد نبي الإسلام، والمناضَلة دونه بسلاحَي مَدْحِه وهجائه.

## حسان بن ثابت في الإسلام
لما بلغ حسان بن ثابت الستين من عمره، وسمع بالإسلام، دخل فيه، وراح من فوره يرد هجمات القرشيين اللسانيَّة، ويدافع عن محمد والإسلام، ويهجو خصومهما.. قال يومًا للأنصار:«ما يمنع القوم الذين نصروا رسول الله بسلاحهم أن ينصروه بألسنتهم ؟!" فقال حسان بن ثابت: أنا لها، وأخذ بطرف لسانه، وقال عليه السلام: "والله ما يسرني به مِقْول بين بصرى وصنعاء".»
ولم يكن حسان بن ثابت وحده هو الذي يرد غائلة المشركين من الشعراء؛ بل كان يقف إلى جانبه عدد كبير من الشعراء الذين صحَّ إسلامهم، وكان النبي يثني على شعر حسان، وكان يحثُّه على ذلك ويدعو له بمثل: «اللهم أيده بروح القدس»، وعطف عليه وقرَّبه منه، وقسم له من الغنائم والعطايا، إلا أن حسان بن ثابت لم يكن يهجو قريشًا بالكفر وعبادة الأوثان؛ وإنما كان يهجوهم بالأيام التي هُزِموا فيها، ويُعيرهم بالمثالب والأنساب، ولو هجاهم بالكفر والشرك ما بلغ منهم مبلغًا.
ومما لا شك فيه أن حسانَ بن ثابت كان يحظى بمنزلةٍ رفيعةٍ، يجلُّه الخلفاء الراشدون ويفرضون له في العطاء في الوقت نفسه، فإننا لا نجد في خلافة أبي بكر- رضي الله عنه- موقفًا خاصًّا من الشعر، ويبدو أن انشغاله بالفتوحات وحركة الردَّة لم تدَع له وقتًا يفرغ فيه لتوجيه الشعراء أو الاستماع إليهم، في حين نجد أن عمر بن الخطاب يحب الشعر، خاصةً ما لم يكن فيه تكرار للفظ والمعنى، وقد روِي عن كلٍّ من الخليفتَين الراشدَين عددٌ من الأبيات.

## حسان بن ثابت يؤيده الروح القدس
قال رسول الله ﷺ:
«"اهجُ قريشًا، فإنه أشد عليهم من رشق بالنبل"، فأرسل إلى ابن رواحة فقال: "اهجهم"، فهجاهم فلم يُرْضِ، فأرسل إلى كعب بن مالك، ثم أرسل إلى حسان بن ثابت، فلما دخل عليه، قال حسان: قد آن لكم أن ترسلوا إلى هذا الأسد الضارب بذنَبه، ثم أدلع لسانه فجعل يحركه، فقال: والذي بعثك بالحقَ! لأفرينَّهم بلساني فرْيَ الأديم.. فقال رسول الله : "لا تعجل، فإن أبا بكر أعلم قريش بأنسابها، وإن لي فيهم نسبًا، حتى يلخص لك نسبي"، فأتاه حسان، ثم رجع فقال: يا رسول الله، قد لخص لي نسبك، والذي بعثك بالحق!! لأسلنَّك منهم كما تسل الشعرة من العجين.. قالت عائشة: فسمعت رسول الله  يقول لحسان: "إن روح القدس لا يزال يؤيدك ما نافحت عن الله ورسوله"، وقالت: سمعت رسول الله  يقول: "هجاهم حسان، فشفى واشتفى".»

## شعره

ديوان حسان بن ثابت - من اصدارات سلسلة جب التذكارية (1971 م)

اشتهرت مدائحه في الغسانيين قبل الإسلام، ومن أشهر ما وصلنا من تلك القصائد لاميته التي جاء فيها:
يؤكد الناقدون أن ما نظمه حسان بعد إسلامه افتقر إلى الجزالة وقوة الصياغة التي كانت له في الجاهلية. ولكنه في مقابل ذلك كان يتمتع بقدر كبير من الحيوية والرقة والسلاسة، ويتوهج من حين إلى آخر بتدفق عاطفي يكشف عما في قلبه من دفء وحرارة. ويتفق النقاد على أن أساليب حسان بن ثابت بعد إسلامه قد سلمت من الحوشية والأخيلة البدوية، ولكن خالطها لين الحضارة، ولم تخل في بعض الأغراض من جزالة اللفظ وفخامة المعنى والعبارة كما في الفخر والحماسة والدفاع عن النبي ورسالته ومعارضته المشركين وهجومهم. ويقول الناقد محمد مصطفى سلام: "لقد غلبت على أساليب حسان الشعرية الصبغة الإسلامية كتوليد المعاني من عقائد الدين الجديد وأحداثه والاستعانة بصيغ القرآن وتشبيهاته ولطيف كناياته، وضرب أمثاله، واقتباس الألفاظ الإسلامية من الكتاب والسنة وشعائر الدين، كما غلبت عليها الرقة واللين والدماثة واللطف وسهولة المأخذ وواقعية الصورة وقرب الخيال، وأكثر ما نرى ذلك في شعر الدعوة إلى توحيد الله وتنزيهه، وتهجين عبادة الأوثان، ووصف الشعائر الإسلامية وذكر مآثرها وبيان ثواب المؤمنين وعقاب المشركين وبعض ما مدح به الرسول أصحابه أو رثاهم به."
وقال أبو عبيدة: فضل حسان الشعراء بثلاثة: كان شاعر الأنصار في الجاهلية وشاعر النبي في النبوة وشاعر اليمانيين في الإسلام.
وقال المبرد في الكامل: أعرق قوم في الشعراء آل حسان فإنهم يعدون ستةً في نسق كلهم شاعر وهم: سعيد بن عبد الرحمن بن حسان بن ثابت بن المنذر بن حرام.

## حادثة الإفك
كان حسان بن ثابت ممن خاض في حادثة الإفك ، فقد روى أبو داود بسند حسنه الألباني أن عائشة رضي الله عنها عندما قالت: لما نزل عذري قام النبي صلى الله عليه وسلم على المنبر فذكر ذلك وتلا القرآن، فلما نزل من المنبر أمر بالرجلين وامرأة فضربوا حدهم. وكان من بينهم حسان بن ثابت. وقد روى مسلم عن عائشة أنها قالت: وكان الذين تكلموا به مسطح وحمنة وحسان. وقد بينت الروايات أن من خاض في الإفك قد تاب - ماعدا ابن أبي - وقد اعتذر حسان ـ رضي الله عنه ـ عما كان منه. وقال يمدح عائشة بما هي أهل له:
وعن ابن عباس : أن رسول الله جلد : عبد الله بن أبي ، ومسطح بن أثاثة ، وحسان بن ثابت ، وحمنة بنت جحش فأما الثلاثة فتابوا وأما عبد الله فمات منافقا

## النحل على لسانه
نظرًا لمكانته كشاعر الرسول، فقد لقي حسان بن ثابت من نحل الأبيات والقصائد على لسانه ما لم يلقه كثير من الشعراء، كما أدت المنافسة بين قريش والأنصار في عهد بني أمية، ثم الصراع بين القبائل اليمانية (الذين منهم الخزرج قوم حسان) والقيسية إلى المزيد من القصائد المختلقة على لسانه. وقد أشار إلى ذلك النقاد الأولون، يقول ابن سلام الجمحي: «وقد حمل عليه ما لم يحمل على أحد. لما تعاضدت قريش واستبت، وضعوا عليه أشعارا كثيرة لا تنقى.» وقد حذف ابن هشام من ابن إسحاق خمس عشرة قصيدة منسوبة إلى حسان، عشر منها قد وردت في ديوانه، ويقدّر أحد الباحثين المعاصرين نسبة الأشعار المنحولة في ديوان حسان بن ثابت بما بين 60 و 70%.
وله قصيدة مشهورة وهي:

## آثار حسان بن ثابت
اتفق الرواة والنقَّاد على أن حسان بن ثابت أشعر أهل المدر في عصره، وأشعر أهل اليمن قاطبةً، وقد خلف ديوانًا ضخمًا رواه ابن حبيب، غير أن كثيرًا من الشعر المصنوع دخله؛ لأنه لما كان لحسان بن ثابت موقف خاص من الوجهة السياسية والدينية، دُسَّ عليه كثير من الشعر المنحول، وقام بهذا العمل أعداء الإسلام، كما قام به بعض كُتاب السير من مثل ابن إسحاق.

## أغراض شعر حسان بن ثابت
أكثر شعر حسان في الهجاء، وما تبقى في الافتخار بالأنصار، ومدح رسول الله محمد والغساسنة والنعمان بن المنذر وغيرهم من سادات العرب وأشرافهم، ووصف مجالس اللهو والخمر مع شيء من الغزل، إلا أنه منذ إسلامه التزم بمبادئ الإسلام، ومن خلال شعر حسان بن ثابت نجد أن الشعر الإسلامي اكتسب رقةً في التعبير بعد أن عمَّر الإيمان قلوبَ الشعراء، وهي شديدة التأثير بالقرآن الكريم والحديث الشريف مع وجود الألفاظ البدوية الصحراوية.
ومهما استقلَّت أبيات حسان بن ثابت بأفكار وموضوعات خاصَّة .. فإن كلاًّ منها يعبر عن موضوع واحد؛ هو موضوع الدعوة التي أحدثت أكبر تغيير فكري في حياة الناس وأسلوب معاشهم، وسنقسم شخصية حسان بن ثابت الشعرية إلى أربعة أقسام، هي:

### شعر حسان بن ثابت القبلي
قبل أن يدخل حسان بن ثابت في الإسلام كان منصرفًا إلى الذود عن حياض قومه بالمفاخرة، فكان شعره القبلي تغلب عليه صبغة الفخر، أما الداعي إلى ذلك فالعَداء الذي كان ناشبًا بين قبيلته والأوس، ولقد كان لفخر حسان نفحة عالية واندفاعًا شديدًا.

### ارتباط حسان بن ثابت بالغساسنة
اتصل حسان بالبلاط الغساني، فمدح كثيرًا من أمراء غسان، أشهرهم عمرو الرابع بن الحارث، وأخوه النعمان، ولاسيما جبلة بن الأيهم، وقد قرب الغساسنة الشاعر وأكرموه وأغدقوا عليه العطايا، وجعلوا له مرتبًا سنويًّا، وكان هو يستدر ذلك العطاء بشعره:

### بعد دخول حسان بن ثابت الإسلام
نصب حسان نفسه للدفاع عن الدين الإسلامي، والرد على أنصار الجاهلية، وقد نشبت بين الفريقين معارك لسانية حامية، فكان الشعر شعر نضال يهجو فيه الأعداء، ويمدح فيه رجال الفريق، ولم يكن المدح ولا الهجاء للتكسب أو الاستجداء؛ بل للدفاع عن الرسول الكريم وهذا ينقسم لقسمين:
1- المدح
نجده في شعر حسان لهذا العهد، فهو مقصور على النبي وخلفائه وكبار الصحابة، والذين أبلَوا في الدفاع عن الإسلام بلاءً حسنًا، وهو يختلف عن المدح التكسُّبي بصدوفه عن التقلب على معاني العطاء والجود، والانطواء على وصف الخصال الحميدة ورسالة محمد وما إلى ذلك مما ينبثق من العاطفة الحقَة والعقيدة النفيسة، قال حسان:
ويلحق بهذا المدح رثاء محمد فقد ذرف الشاعر دموعًا حارة، وضمنه لوعة وتذكرًا لأفضال رسول الدين الجديد، وحنينًا إليه في النعيم:
وأما الهجاء النضالي فقد وجهه إلى القرشيين الذين قاموا في وجه الدين الجديد يحاربونه ويهجون محمدًا وكان موقف الشاعر تجاههم حربًا لما بينهم وبين محمد من نسب.
2- الهجاء
فقد كان يعمد إلى الواحد منهم فيفصله عن الدوحة القرشية، ويجعله فيهم طائرًا غريبًا يلجأ إليها كعبد، ثم يذكر نسبه لأمه فيطعن به طعنًا شنيعًا، ثم يسدد سهامه في أخلاق الرجل وعرضه فيمزقها تمزيقًا في إقذاع شديد، ويخرج ذلك الرجل موطنًا للجهل والبخل والجبن والفرار عن إنقاذ الأحبة من وهدة الموت في المعارك.

## وفاة حسان بن ثابت
توفي حسان بن ثابت في المدينة ما بين عامي 35 و40 هـ في عهد علي بن أبي طالب عن عمر ناهز المائة والعشرين عامًا. ورجح بعض المؤرخين، أن حسان بن ثابت: توفي في زمن خلافة معاوية بن أبي سفيان ما بين عام: 50 هـ وعام 54 هـ.

## تراثه وتأثيره
لقّب نفسه الشاعر الفلسطيني سليم اليعقوبي بــحسّان فلسطين واختاره اسماً أدبياً مستعاراً.

## أساتذة الراوي[12]
| الاسم             | الشهرة                         | الرتبة |
| عبد الرحمن بن صخر | أبو هريرة الدوسي / توفي في :57 | صحابي  |

## تلاميذ الراوي[12]
| الاسم                                       | الشهرة                                                   | الرتبة                             |
| أبو الحسن                                   | أبو الحسن مولى عبد الله بن الحارث الهاشمي                | ثقة                                |
| براء بن عازب بن الحارث بن عدي بن مجدعة ب... | البراء بن عازب الأنصاري                                  | صحابي                              |
| حبيب بن قيس بن دينار                        | حبيب بن أبي ثابت الأسدي                                  | ثقة فقيه جليل                      |
| سعيد بن المسيب بن حزن بن أبي وهب بن عمرو... | سعيد بن المسيب القرشي                                    | أحد العلماء الأثبات الفقهاء الكبار |
| عبد الرحمن بن حسان بن ثابت بن المنذر بن...  | عبد الرحمن بن حسان الأنصاري / ولد في :6 / توفي في :104   | له إدراك                           |
| عبد الرحمن بن صخر                           | أبو هريرة الدوسي / توفي في :57                           | صحابي                              |
| عبد الله بن عبد الرحمن بن عوف بن عبد عوف... | أبو سلمة بن عبد الرحمن الزهري / ولد في :22 / توفي في :94 | ثقة إمام مكثر                      |
| عروة بن الزبير بن العوام بن خويلد بن أسد... | عروة بن الزبير الأسدي / توفي في :94                      | ثقة فقيه مشهور                     |

## وصلات خارجية
- بوابة الشعراء: ديوان حسان بن ثابت